# Municipio General Bravo
Koordinaten: 25° 48′ N, 99° 10′ W
Das Municipio General Bravo ist ein Municipio im mexikanischen Bundesstaat Nuevo León. Es liegt im Osten des Bundesstaates an der Grenze zu Tamaulipas. Sein Verwaltungssitz ist die Ortschaft General Bravo, die nach dem Unabhängigkeitshelden Nicolás Bravo benannt ist.

## Geografie
Das Municipio General Bravo hat eine Fläche von 1889 km² und eine durchschnittliche Höhe von 133 m über dem Meeresspiegel. Das Gelände ist größtenteils flach und wird vom Río San Juan durchflossen. Das Klima ist semiarid, mit Kakteen und Mesquiten.

## Geschichte
Das Gebiet des heutigen Municipios war ursprünglich von indigenen Völkern bewohnt. Im 16. Jahrhundert wurde es von spanischen Konquistadoren erkundet und kolonisiert. Im 18. Jahrhundert entstanden mehrere Haziendas, die sich der Viehzucht widmeten. 1868 wurde das Municipio General Bravo gegründet. Es erhielt seinen Namen zu Ehren von Nicolás Bravo, einem Helden der Unabhängigkeit Mexikos.

## Bevölkerung
Laut der Volkszählung von 2020 hat das Municipio General Bravo 5506 Einwohner, davon sind 2794 Frauen und 2713 Männer. Die Bevölkerungsdichte beträgt 2,9 Einwohner pro km². Die Alphabetisierungsrate liegt bei 97 %.